# Argotta
Argotta, født omkring 376 som datter til Genebald, var en frankisk dronning, gift med Faramund, med hvilke hun fik sønnen Chlodio. Hun omtales kun i det anonyme skrift Liber Historiæ Francorum fra første halvdel af det 8. århundrede og er sandsynligvis ikke en historisk person men mytologisk eller opfundet til lejligheden.